# Heteracris concinnicrus
Heteracris concinnicrus är en insektsart som beskrevs av Marius Descamps och Wintrebert 1966. Heteracris concinnicrus ingår i släktet Heteracris och familjen gräshoppor. Inga underarter finns listade i Catalogue of Life.